# کونژیتا مورا خوردانا
کونژیتا مورا خوردانا (اسپانیایی: Conxita Mora Jordana‎; زاده ۱۵ آوریل ۱۹۵۵ – درگذشته ۵ اکتبر ۲۰۱۶) سیاستمدار اهل آندورا بود که بین سال‌های ۱۹۹۹ تا ۲۰۰۳ سمت شهرداری آندورا لا ولا را برعهده داشت. وی از دانشگاه بارسلونا فارغ‌التحصیل شده است.